# التنبوتن
التنبوتن (به آلمانی: Altenbeuthen) یک شهر در آلمان است که در تورینگن واقع شده‌است.

## خصوصیات
التنبوتن ۷٫۸۷ کیلومترمربع مساحت دارد ۴۹۵ متر بالاتر از سطح دریا واقع شده‌است.